# Alessandro Blasetti

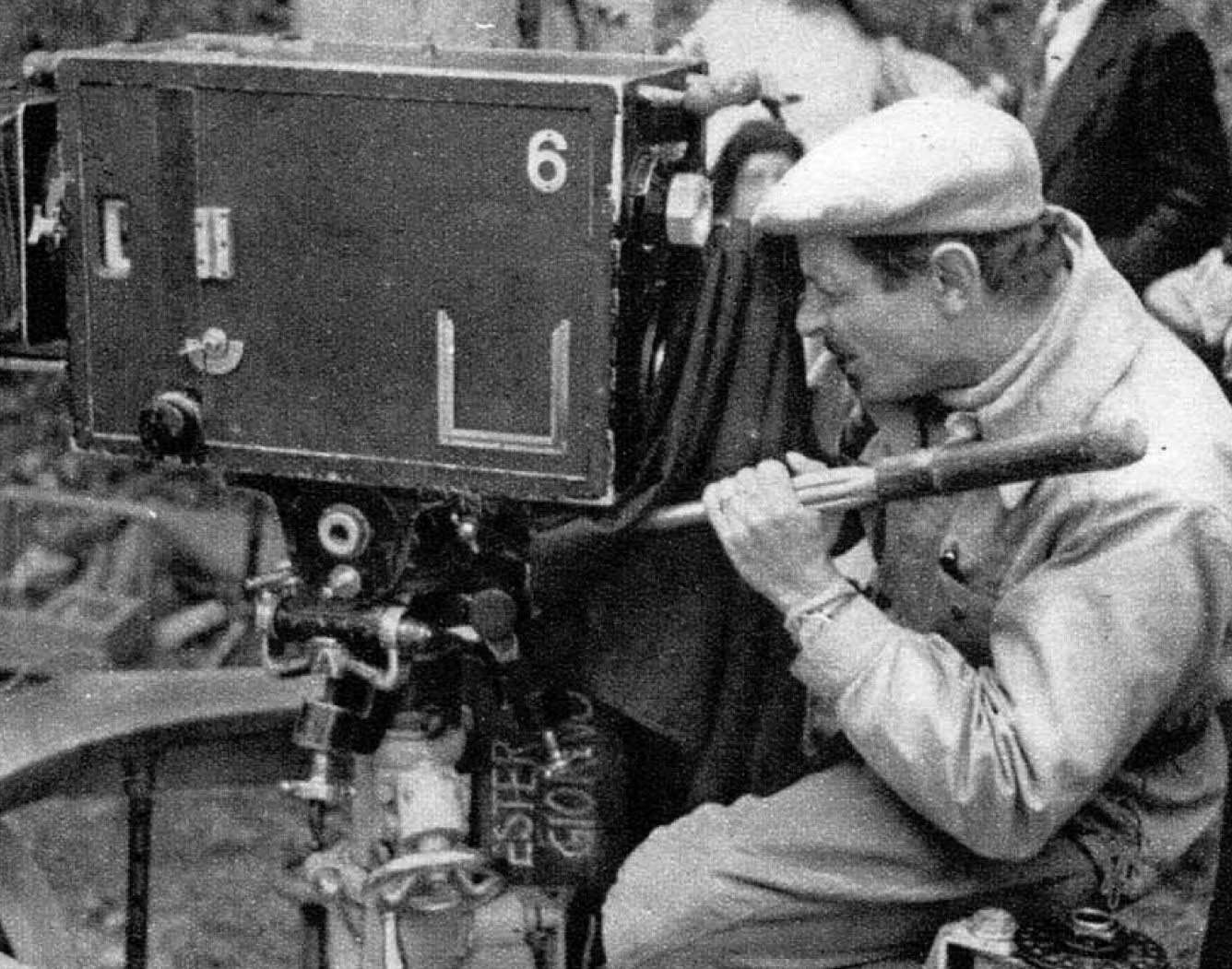
Alessandro Blasetti, 1952.

Alessandro Blasetti, född 3 juli 1900 i Rom, död 1 februari 1987, var en italiensk filmregissör.

## Biografi
Alessandro Blasetti långfilmsdebuterade 1929. Redan hans första film var en föregångare till det som skulle bli den italienska neorealismen. Hans påverkan på rörelsen kulminerade med Fyra steg i det blå (1942), som ofta har kallats för den första regelrätt neorealistiska filmen. Han anslöt sig aldrig helt till rörelsen, utan föredrog en mer lättsam och lyrisk stil. Blasetti var även en förgrundsgestalt i utvecklingen av den italienska komedifilmen samt av den så kallade episodfilmen. Han var mycket produktiv fram till slutet av 1960-talet och gjorde bland annat flera historiska kostymfilmer.
Alessandro Blasetti var övertygad fascist fram till Italiens intåg i Etiopien 1936. Detta fick hans sympati för Benito Mussolini att svalna och han slutade aktivt stödja ideologin. Han påpekade dock i senare intervjuer att han aldrig blev en direkt motståndare till fascismen.
Blasetti var juryordförande vid filmfestivalen i Cannes 1967.

## Filmregi i urval
- 1929 – Sole
- 1932 – Palio
- 1933 – 1860
- 1938 – Järnborgen (Ettore fieramosca)
- 1941 – La cena delle beffe
- 1941 – Järnkronan (La corona di ferro)
- 1942 – Fyra steg i det blå (Quattro passi fra le nuvole)
- 1946 – Un giorno nella vita
- 1949 – Fabiola
- 1950 – Hans majestät Pappa (Prima comunione)
- 1952 – Flydda tider (Altri tempi')
- 1954 – Tempi nostri
- 1955 – Lockbetet (Peccato che sia una canaglia)
- 1955 – Härligt att vara kvinna (La fortuna di essere donna)
- 1959 – Europa by night (Europa di notte)
- 1961 – Kärlek för öppen ridå (Io amo, tu ami...)
- 1964 – Liolá
- 1966 – Jag, jag, jag och de andra (Io, io, io... e gli altri)